# Glenn Hughes
Glenn Hughes (Cannock, Inglaterra, 21 de agosto de 1951) é um músico inglês conhecido pelos seus trabalhos em bandas como Trapeze, Deep Purple e Black Sabbath e por sua carreira solo.

## Biografia
Deixou a escola aos 15 anos para tocar guitarra em uma banda local antes de mudar para o baixo e começar a cantar. Ele é conhecido pelo seu trabalho em grupos como Trapeze e Deep Purple na primeira metade dos anos 70, ganhando o apelido de “The Voice Of Rock”. O Baixista/Vocalista do Trapeze, Glenn Hughes, deixou a banda em 1973 quando recebeu um convite de Jon Lord e Ian Paice para substituir Roger Glover no baixo que havia deixado a banda ao lado do vocalista David Coverdale. Hughes, que já tinha recusado o convite do Electric Light Orchestra, aceitou o convite do Deep Purple deixando o Trapeze.
Em 1976, Glenn Hughes deixa o Deep Purple, vai morar em Los Angeles, e lança o primeiro disco solo, Play Me Out. Com o sucesso e reconhecimento, passou a trabalhar com diversos artistas e a desenvolver parcerias em composições, como em Hughes/Thrall (1982) que não teve o sucesso comercial esperado e, em 1985, canta como convidado no Run for Cover, de Gary Moore. Já trabalhou também com Phenomena e Black Sabbath. Nos anos 90, Glenn retornou a carreira após muitos anos afastado, e gravou o álbum "Face The Truth" em 1992, do ex-guitarrista do Europe, John Norum. Sua carreira solo recomeçou com os outros ex-musicos do Europe e gravaram os albuns "From Now Own"" e "Burning Japan Live". Depois Glenn voltou a lançar vários discos solo com outros músicos, como "Songs in the key of rock", os dois CDs do “HTP-Project”(ao lado de Joe Lynn Turner) e o novíssimo “Voodoo Hill” (com Dario Mollo nas guitarras). Hughes também já trabalhou com Tony Iommi (Black Sabbath) como vocalista. Recentemente, abriu a sua gravadora, a Pink Cloud Records.
Integrou até 2013 o projeto Black Country Communiom, juntamente com Joe Bonamassa, Jason Bonham e Derek Sherinian. O grupo se desfez em março de 2013, devido a desavenças entre Hughes e Bonamassa. Depois do fim do grupo, Hughes montou com Bonham e o guitarrista Andrew Watt a banda California Breed, que lançou um único álbum em 2014 e logo depois encerrou suas atividades.

## Discografia
Trapeze
- Trapeze (1970)
- Medusa (1970)
- You Are the Music...We're Just the Band (1972)

Deep Purple
- Burn (1974)
- Live in London (1974)
- Stormbringer (1974)
- Made in Europe (1975)
- Come Taste the Band (1975)
- Last Concert in Japan (1976)

Black Sabbath
- Seventh Star (1986)

Iommi/Hughes
- Dep Sessions (2003) - Lançado não-oficialmente como 'Eight Star' em 1996, foi oficialmente remixado como 'Dep Sessions' e lançado em 2003.
- Fused (2005)

Hughes/Thrall
- Hughes/Thrall (1982)

Gary Moore
- Run for Cover (1985)

John Norum
- Face The Truth (1992)

Phenomena
- Phenomena (1985)
- Phenomena II: Dream Runner (1987)
- Psychofantasy (2006)

Voodoo Hill
- Voodoo Hill (2000)
- Wild Seed of Mother Earth (2004)
- Waterfall (2015)

Hughes Turner Project
- HTP (2002)
- HTP 2 (2003)

Black Country Communion
- Black Country (2010)
- 2 (2011)
- Afterglow (2012)
- BCCIV (2017)

California Breed
- California Breed (2014)

The Dead Daisies
- Holy Ground (2021)
- Radiance (2022)

## Carreira solo
- Play Me Out (1977)
- L.A. Blues Authority Volume II: Glenn Hughes - Blues (1992)
- From Now On... (1994)
- Burning Japan Live (1994)
- Feel (1995)
- Addiction (1996)
- Greatest Hits: The Voice Of Rock (1996) (compilation)
- Talk About It (EP) (1997) (previously-unreleased live and acoustic tracks)
- The God Of Voice: Best Of Glenn Hughes (1998) (compilation)
- The Way It Is (1999)
- From The Archives Volume I - Incense & Peaches (2000)
- Return Of Crystal Karma (2000)
- A Soulful Christmas (2000)
- Days Of Avalon (2001) (first official solo video release)
- Building The Machine (2001)
- Different Stages...Best Of Glenn Hughes (2002)
- Songs In The Key Of Rock (2003)
- Soulfully Live In The City Of Angels (DVD and CD) (2004)
- Soul Mover (2005)
- Freak Flag Flyin' (2005)
- Music For The Divine (2006)
- Live At The Basement (DVD and CD) (2007)
- F.U.N.K. - First Underground Nuclear Kitchen (2008)
- Resonate (2016)